# Route des Fusillés-de-la-Résistance
La route des Fusillés-de-la-Résistance est une voie publique des communes de Nanterre et de Suresnes, dans le département français des Hauts-de-Seine.

## Situation et accès

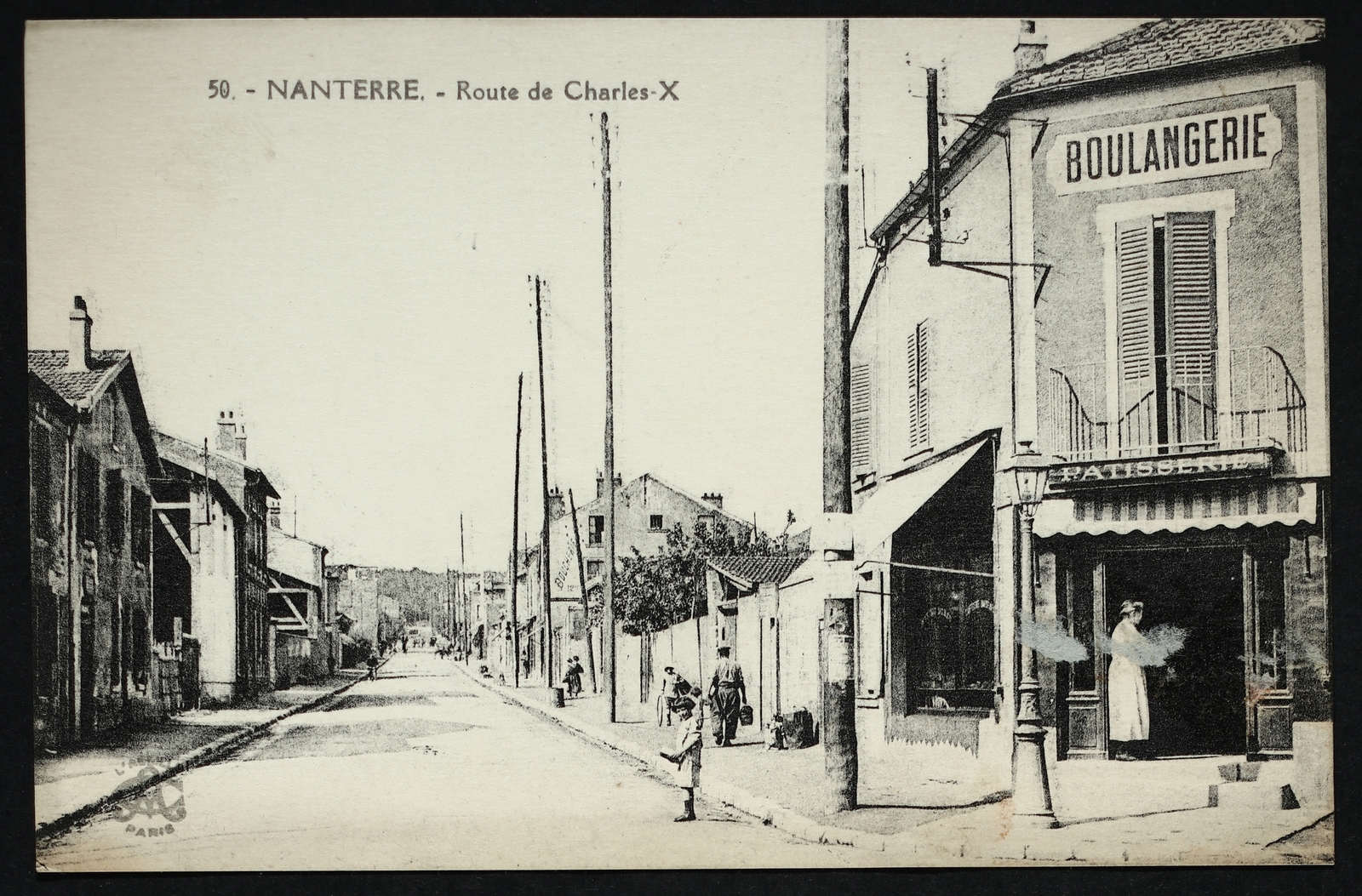
Une boulangerie, route de Charles, vers 1900.

Orientée nord-sud, cette voie de communication suit le tracé de la route départementale 5. Elle marque d'abord le départ de l'avenue Félix-Faure et de la rue des Bas-Rogers.
Elle traverse ensuite le carrefour de la rue des Plaideurs, rue des Chênes, rue de la Liberté et rue de Suresnes.
Elle se termine au pied du mont Valérien, au croisement du boulevard Washington et de la rue Paul-Vaillant-Couturier.

## Origine du nom

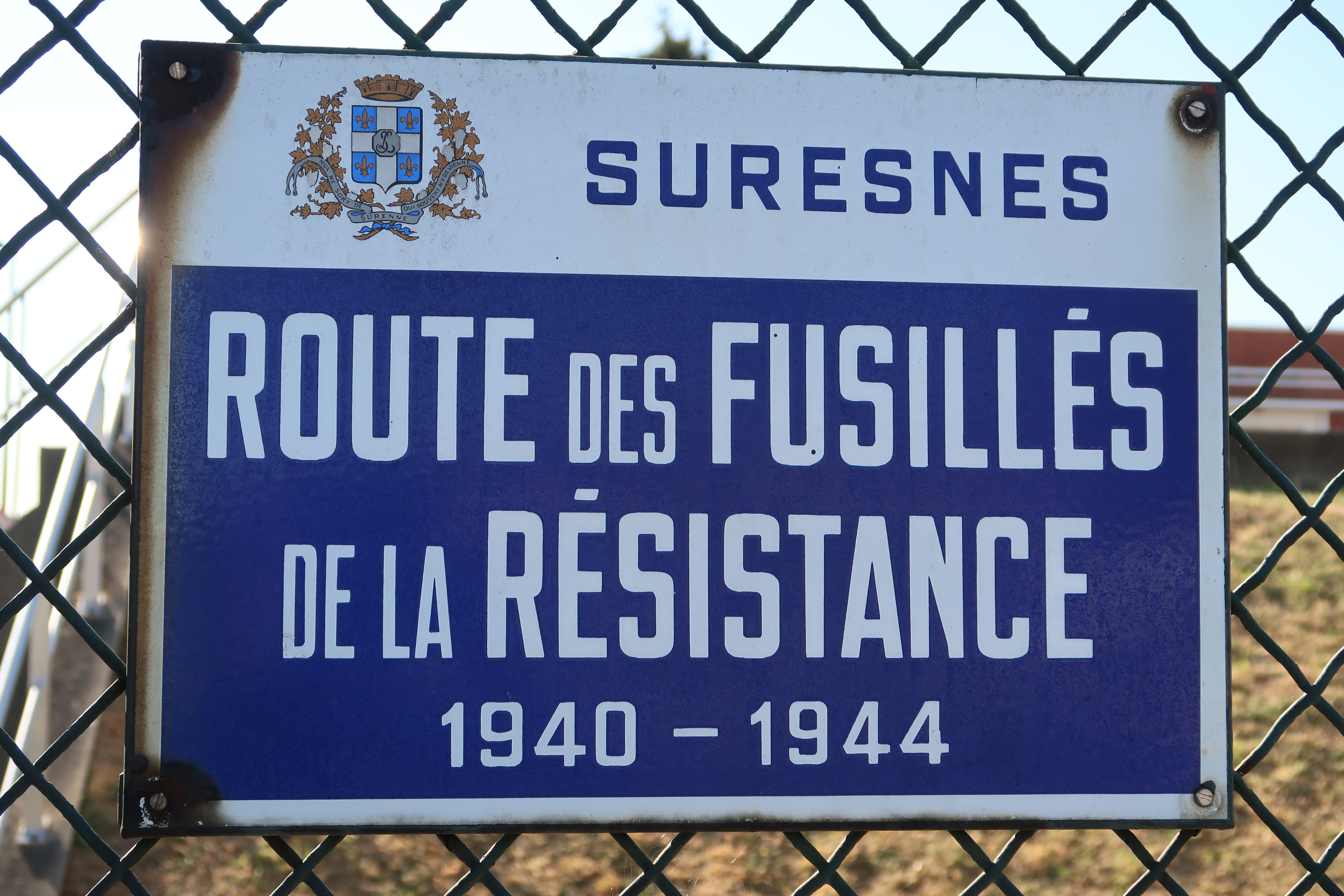
Plaque émaillée Route des Fusillés-de-la-Résistance, juillet 2018.

En hommage aux fusillés du Mont Valérien, plus d'un millier d'otages et de résistants fusillés par l'occupant allemand dans la forteresse du Mont-Valérien au cours de la Seconde Guerre mondiale, la voie est renommée « route des Fusillés-de-la-Résistance » en 1956.

## Historique

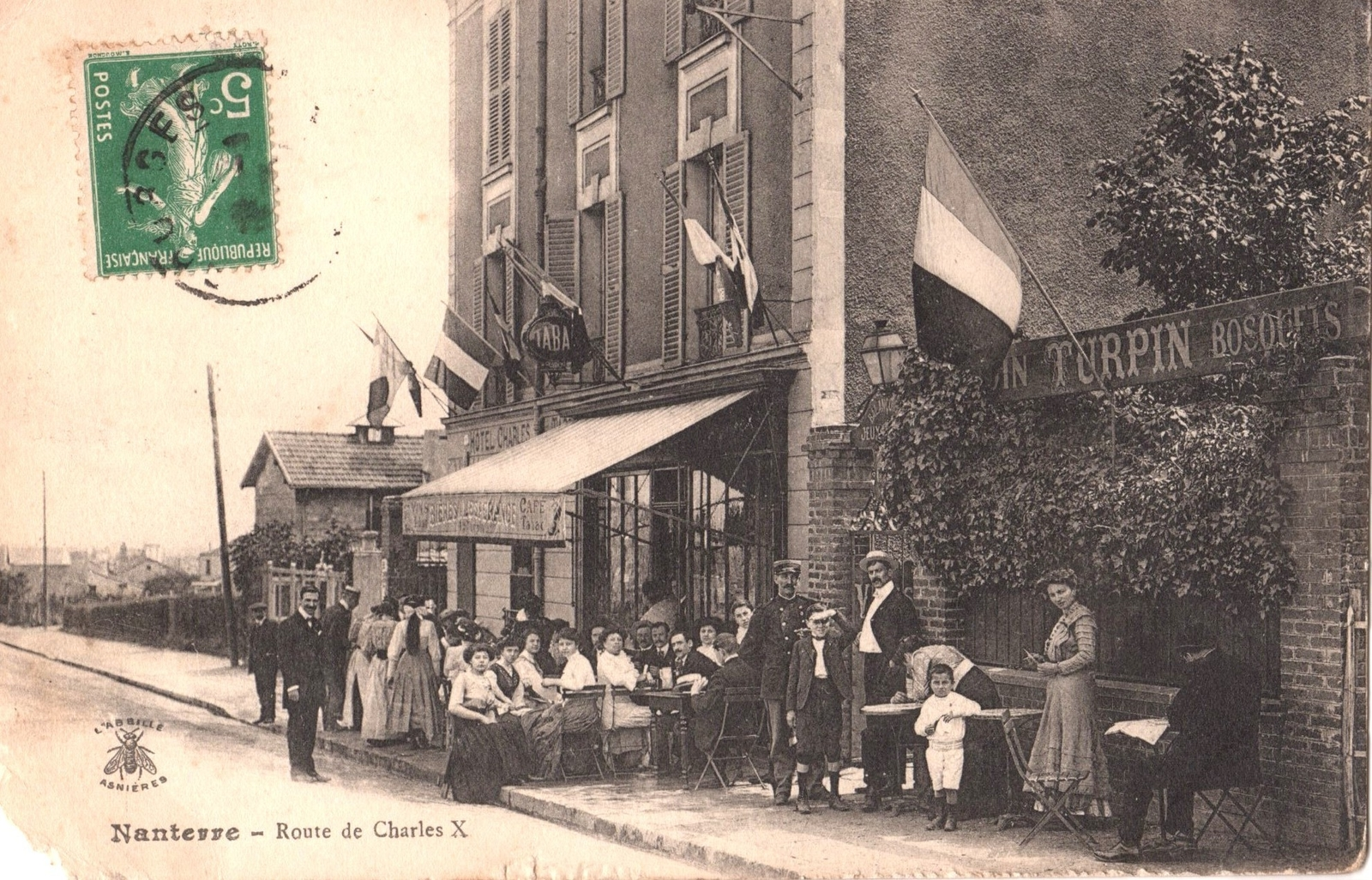
Maison Turpin, route de Charles.

Cette route qui fut tracée sous Louis XVIII s'appelait route de Charles X, en hommage à son frère, le futur roi Charles X. Elle se situe sur la partie basse du mont Valérien, au croisement avec l'avenue Félix-Faure. Elle est ensuite renommée route du Mont-Valérien, de ce carrefour jusqu'à la place des Bergères, sur la commune de Puteaux (différente de l'ancienne route du Mont-Valérien à Nanterre, devenue rue Paul-Vaillant-Couturier).
En 1923 ont lieu des négociations pour que la Compagnie des eaux desserve désormais chaque rue de Suresnes. Dans le contexte de développement urbain lié à la construction de la cité-jardin, la compagnie édifie dans les hauteurs de Suresnes, sur la partie la plus élevée de la route Charles-X, un réservoir de 1 200 m3 mis en service en 1936. Cela provoque cependant des excès de pompages de la Seine, 130 000 m3 au lieu des 28 000 m3 autorisés, posant des problèmes de navigation et conduisant à mobiliser les stations du Pecq et de Villeneuve-la-Garenne. Les travaux retardent aussi la mise en place d'un syndicat intercommunal de l'eau, créé finalement en 1934,. D'autres bâtiments s'y ajoutent par la suite. Ils alimentent en eau les communes environnantes et dépendent du Syndicat des eaux d'Île-de-France et du Syndicat des eaux de la presqu'île de Gennevilliers.

## Bâtiments remarquables et lieux de mémoire
- Mont Valérien.
- Usine de production d'eau potable du Mont-Valérien.

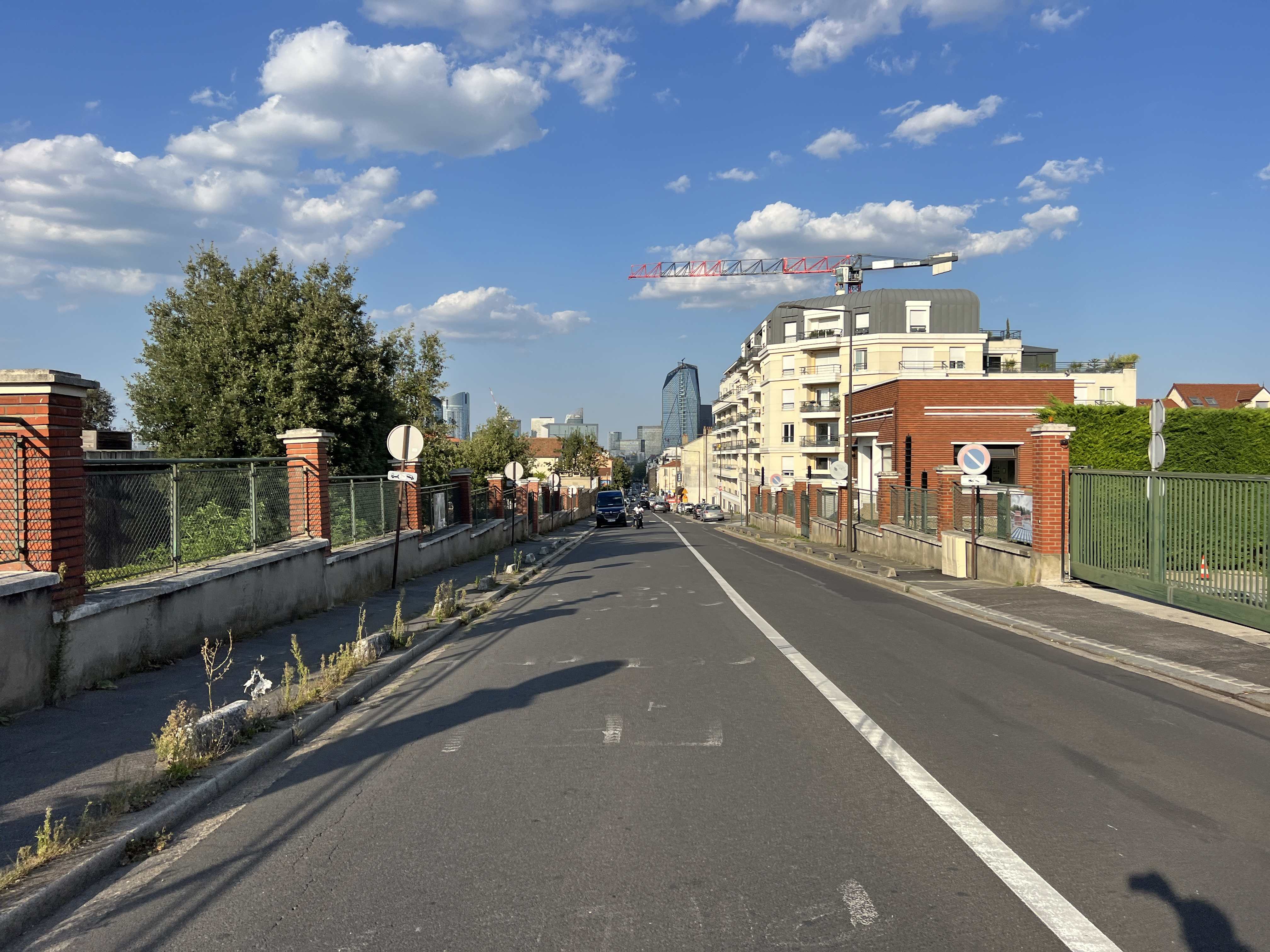
La route en septembre 2023 près du sommet du mont Valérien.